# Hanoch ben Moses
Hanoch ben Moses (o Enoch; 950 – 1024) è stato un rabbino e teologo arabo di al-Andalus.

## Biografia
Secondo la tradizione, suo padre, Moses ben Hanoch, fu uno dei quattro rabbini rapiti dal pirata andaluso ibn Rumahis durante un viaggio in Italia che furono venduti come schiavi in varie città dell'Africa e della Spagna, dove avrebbero successivamente fondato importanti scuole talmudiche. In seguito, Moses fu nominato rabbino capo di Cordova.
Hanoch succedette al padre come rabbino capo di Cordova dopo la sua morte. Sebbene fosse divenuto ricco in seguito al matrimonio con un'esponente di una delle più importanti famiglie nobili di Cordova (non si hanno però notizie che riguardano la moglie) Hanoch visse sempre una vita ascetica. Alla morte di Hasday ibn Shaprut, consigliere del califfo ʿAbd al-Raḥmān III, che aveva sostenuto lui e il padre come rabbini di Cordova, ebbe una disputa con Joseph ibn Abitur, altro allievo di Moses oltre ad Hanoch, al quale Jacob ibn Jau, il capo di fatto della comunità ebraica spagnola in quel momento, offrì di sostituire Hanoch; con il favore del califfo al-Hakam II, Hanoch prevalse e scomunicò ibn Abitur, che dovette fuggire in Levante, dove morì a Damasco intorno al 970. Hanoch rimase rabbino di Cordova fino alla morte, avvenuta nel 1024 in seguito al collasso del bimah durante la festa del Sukkot.

## Eredità
Al di là di alcuni responsi, non ci resta nulla dell'opera di Hanoch ben Moses; abbiamo comunque varie attestazioni del rispetto di cui godeva tra i dotti ebrei del tempo.
Abraham ibn Dawud riporta che le relazioni tra Hanoch e Hai ben Sherira, gaon della yeshivah di Pumbedita, furono scarse, in quanto la yeshivah spagnola, per la sua crescente importanza, aveva ridotto i contributi finanziari alle accademie talmudiche di Babilonia; nonostante questo, Hai mostrò rispetto per Hanoch onorando la sua scomunica nei confronti di ibn Abitur, al quale rifiutò un'udienza. Lo stesso ibn Abitur, suo rivale, espresse comunque ammirazione per lui, dicendo che "non vi è nessuno uguale a Rabbi Hanoch dalla Spagna alle accademie di Babilonia".
Il suo allievo più noto fu il teologo, grammatico, poeta, politico e militare Semuel ibn Nagrella.